# Liste bekannter Zionisten
Liste von Personen, die eine herausragende Rolle bei der Definition, Entwicklung und Förderung der modernen zionistischen Bewegung spielten:
- Chaim Arlosoroff (1899–1933), ermordeter Mapai-Führer
- David Ben-Gurion (1886–1973), israelischer Staatsmann
- David Baazov (1883–1947), georgisch-jüdischer Zionistenführer
- Meir Bar-Ilan (1880–1949), Rabbiner und Führer der Religiösen Zionisten (Nationalreligiöse Partei)
- Menachem Begin (1913–1992), Ministerpräsident Israels
- Hugo Bergman (1883–1975), deutschsprachiger Zionist, Kulturphilosoph, einer der „Väter“ der Jüdischen National- und Universitätsbibliothek
- Dov Ber Borochov (1881–1917), Sozialist und Zionist, Mitbegründer des Weltverbandes der Poalei Tzion
- Max Isidor Bodenheimer (1865–1940), Pionier des deutschen („Kölner“) Zionismus
- Abba Eban (1915–2002), israelischer Diplomat, Minister und Knesset-Abgeordneter
- Recha Freier (1892–1984), deutschsprachige Lehrerin und Dichterin, Widerstandskämpferin, Gründung der Jung-Women's International Zionist Organisation und der Kinder-Jugend Alijah
- Nahum Goldmann (1895–1982), Gründer und langjähriger Präsident des Jüdischen Weltkongresses, die „Stimme der Diaspora“
- Aharon David Gordon (1856–1922), zionistischer Schriftsteller und Philosoph, Ideologe der „hebräischen Arbeit“
- Dov Gruner (1912–1947), hingerichteter zionistischer Untergrundkämpfer
- Theodor Herzl (1860–1904), Pionier, Führungsfigur und erfolgreicher Politiker des politischen Zionismus, eigentlicher Vater des Staates Israel
- Arthur Hertzberg (1921–2006), konservativer Rabbiner und Zionist
- Moses Hess (1812–1875), Vater des modernen Sozialismus, „Kommunistenrabbi“, Vorreiter des sozialistischen Zionismus
- Ahad Ha'am (1856–1927), Vater des Kulturzionismus
- Zeev Jabotinsky (1880–1940), Publizist, radikal-zionistischer Aktivist, Vater des revisionistischen Zionismus
- Meir Kahane (1932–1990), Rabbiner, radikaler Zionist, Führer der Kach-Partei
- Berl Katznelson (1887–1944), Führer der zionistischen Arbeiterbewegung und Zentralfigur der Zweiten Alijah, Vertrauter und Freund Ben Gurions
- Abraham Isaac Kook (1865–1935), einer der wichtigsten geistigen Väter des religiösen Zionismus
- Johann Kremenezky (1848–1934), Industrieller und Zionist, Gründer und 1. Präsident des Jüdischen Nationalfonds
- Moshe Leib Lilienblum (1843–1910), hebräischer Schriftsteller, jüdischer Reformer und Pionier der palästinophilen Bewegung
- Golda Meir (1898–1978), langjährige israelische Außenministerin und erste Premierministerin Israels
- Samuel Mohilever (1824–1898), polnischer Rabbiner, Gründer des religiösen Zionismus
- Max Nordau (1849–1923), Arzt, Schriftsteller, Mitbegründer der Zionistischen Weltorganisation
- Leon Pinsker (1821–1891), Arzt und Journalist, Vorläufer und Wegbereiter des Zionismus
- Arthur Ruppin (1876–1943), Soziologe, Zionist und Wegbereiter der Gründung Tel Avivs
- Pinchas Ruthenberg (1879–1942), Ingenieur und Unternehmer, russischer Sozialist und Zionistenführer
- Solomon Schechter (1847–1915), rumänischer Rabbiner, Vater des konservativen Judentums, früher Anhänger des Zionismus
- Moshe Sharett (1894–1965), israelischer Politiker, zweiter Ministerpräsident Israels
- Nachman Syrkin (1868–1924), Begründer und Führer des sozialistischen Zionismus
- Joseph Trumpeldor (1880–1920), früher Zionist, jüdischer Held, der sein Leben für Israel gab
- Margarete Turnowsky-Pinner (1894–1982), deutschsprachige Sozialwissenschaftlerin in Palästina und Israel
- Menachem Ussischkin (1863–1941), führender Zionist, langjähriger Präsident des Jüdischen Nationalfonds (JNF) und einer der Pioniere der Bewegung
- Chaim Weizmann (1874–1952), Chemiker, israelischer Politiker und zionistischer Führer, von 1949 bis 1952 erster israelischer Staatspräsident
- Felix Weltsch (1884–1964), Journalist, Schriftsteller, Philosoph und Bibliothekar
- Robert Weltsch (1891–1982), zionistische Führungsfigur in Europa
- Orde Wingate (1903–1944), nichtjüdischer, christlicher Zionist, britischer Offizier, Ausbilder der Hagana
- Israel Zangwill (1864–1926), britisch-jüdischer Schriftsteller, Journalist und zionistischer Aktivist
- Theodor Zlocisti (1874–1943), Arzt, Schriftsteller, Sozialist, einer der ersten Zionisten